# Quierschied
Quierschied és un municipi de la comunitat regional de Saarbrücken a l'estat federat alemany de Saarland. Està situada a 11 km al nord-est de Saarbrücken.

## Nuclis
- Quierschied
- Fischbach-Camphausen
- Göttelborn

## Persones notables
- Bruno Simma (1941), jutge del Tribunal Internacional de Justícia de 2003 a 2012
- Armin Hary (1937), atleta